# Kochanowicze (obwód miński)
Kochanowicze (biał. Коханавічы; ros. Кохановичи) – wieś na Białorusi, w obwodzie mińskim, w rejonie nieświeskim, w sielsowiecie Kozły.

## Historia
W dwudziestoleciu międzywojennym leżały w Polsce, w województwie nowogródzkim, w powiecie nieświeskim, w gminie Snów. W 1921 miejscowość liczyła 217 mieszkańców, zamieszkałych w 36 budynkach, w tym 208 Białorusinów, 8 Polaków i 1 osobę innej narodowości. 209 mieszkańców było wyznania prawosławnego i 8 rzymskokatolickiego.
Po II wojnie światowej w granicach Związku Sowieckiego. Od 1991 w niepodległej Białorusi.